# Mathieu Valverde
Mathieu Valverde (* 14. Mai 1983 in Montreuil) ist ein ehemaliger französischer Fußballer.

## Karriere
Seit 2002 spielte Valverde für Girondins Bordeaux, in deren Nachwuchsinternat Le Haillan er zuvor schon ausgebildet wurde. Seit der Saison 2003/04 gehörte er zum Profikader. Für die Girondins machte er als zweiter Torhüter hinter Ulrich Ramé insgesamt 22 Ligaspiele, davon allein 15 in der Saison 2008/09, in der Bordeaux Französischer Meister wurde. Anschließend wechselte er für ein halbes Jahr zum Aufsteiger US Boulogne. In der Saison 2010/11 stand er beim FC Toulouse unter Vertrag und wechselte danach zu Olympique Lyon.

## Erfolge
- Französischer Meister mit Girondins Bordeaux: 2009
- Französischer Vize-Meister mit Bordeaux: 2006, 2008
- Französischer Ligapokalsieger mit Bordeaux: 2007, 2009